# Kay Bailey Hutchison
Kay Bailey Hutchison, właściwie Kathryn Ann Bailey Hutchison (ur. 22 lipca 1943 w Galweston) – amerykańska polityk, senator ze stanu Teksas (wybrana w wyborach uzupełniających w roku 1992 i ponownie w 1994, 2000 i 2006), członek Partii Republikańskiej.
Wystartowała w wyborach uzupełniających roku 1992 na miejsce opuszczone przez senatora Lloyda Bentsena, który odszedł by zostać sekretarzem skarbu w administracji Billa Clintona.
Zdobyła trzecią, pełną, kadencję w wyborach, które odbyły się 7 listopada 2006. Jej przeciwniczką z Partii Demokratycznej była Barbara Ann Radnofsky.
W latach 2017–2021 stały przedstawiciel Stanów Zjednoczonych przy NATO z nominacji prezydenta Donalda Trumpa.